# Chrysocharis imbrasus
Chrysocharis imbrasus är en stekelart som först beskrevs av Walker 1847.  Chrysocharis imbrasus ingår i släktet Chrysocharis och familjen finglanssteklar. Inga underarter finns listade i Catalogue of Life.